# 松本泰丈
松本 泰丈（まつもと ひろたけ、1941年 - ）は、日本の言語学者・日本語学者。専門領域は日本語文法（現代語、方言）。言語学研究会のメンバー。埼玉県秩父市出身。連語論、奄美方言研究で知られる。雑誌『国文学 解釈と鑑賞』（2011年休刊）の日本語学特集号（1月、7月号）の編集を長く務めた。

## 年譜
- 1941年 - 埼玉県秩父市生まれ。
- 1959年 - 1970年 - 東京大学教養学部・文学部・大学院人文科学研究科修士課程・博士課程に在籍。
- 1969年 - 2006年 - 学習院女子短期大学、千葉大学、山梨大学に勤務。
- 2006年 - 千葉大学文学部を退職、別府大学文学部教授。
- 2015年 - 中国上海復旦大学外文学院客座教授

## 著作

### 単著
- 『連語論と統語論』（至文堂、2006年）

### 編著書
- 『日本語研究の方法』（編著、むぎ書房、1978年）

### 共著書
- 『奄美-自然・文化・社会-』（共著、弘文堂、1982年 ISBN 4335050038 ）
- （仁田義雄編）『日本語の格をめぐって』（共著、くろしお出版、1993年 ISBN 4-87424-086-0）
- 『日本語文法の諸問題―高橋太郎先生古希記念論文集―』（鈴木泰との共編著、ひつじ研究叢書（言語編）13、ひつじ書房、高橋太郎・宮島達夫・かねこひさかず（金子尚一）・角田太作・工藤浩・金田章宏・澤田和浩との共編著、1996年 ISBN 4-938669-76-5 ）
- 『日本語の文法』（高橋太郎・金子尚一・金田章宏・斎美智子・鈴木泰・須田淳一との共著、ひつじ書房、2005年、ISBN 978-4-89476-244-2）

### 共編著書
- 『奄美 復帰50年 ヤマトとナハのはざまで』（『現代のエスプリ』別冊、至文堂、 2004年 ISBN 4784360328 ）